# Кунчани
45°43′ пн. ш. 15°19′ сх. д. / 45.72° пн. ш. 15.32° сх. д.
Кунчани (хорв. Kunčani) — населений пункт у Хорватії, у Карловацькій жупанії у складі міста Озаль.

## Населення
Населення за даними перепису 2011 року становило 0 осіб.
Динаміка чисельності населення поселення: